# Hotel de Hilbert
O paradoxo do Hotel de Hilbert é um experimento mental matemático sobre conjuntos infinitos apresentado pelo matemático alemão David Hilbert (1862-1943). É chamado de paradoxo pois o resultado é contra-intuitivo.

## O paradoxo do Hotel de Hilbert
Considere um hotel hipotético com infinitos quartos, todos ocupados - isto é, todos os quartos contêm um hóspede. Suponha que um novo hóspede chega e gostaria de se acomodar no hotel.  Se o hotel tivesse apenas um número finito de quartos, então é claro que o requerimento não poderia ser cumprido, mas como o hotel possui um número infinito de quartos então se movermos o hóspede do quarto 1 para o quarto 2, o hóspede do quarto 2 para o quarto 3 e assim por diante (simultaneamente), movendo o hóspede do quarto N para o quarto N+1, podemos acomodar o novo hóspede no quarto 1, que agora está vago. Por um argumento análogo é possível alocar um número infinito (contável) de novos clientes: apenas mova o hóspede do quarto 1 para o quarto 2, o hóspede do quarto 2 para o quarto 4, e em geral do quarto N para o quarto 2N, assim todos os  quartos de número ímpar estarão livres para os novos hóspedes.

## Infinitos ônibus
É também possível hospedar nesse hotel um número infinito (contável) de ônibus, cada um contendo um número infinito (contável) de passageiros. A possibilidade de fazer isso depende se os assentos do ônibus já estão numerados (alternativamente, o dono do hotel deve ter o axioma da escolha à sua disposição). Primeiro esvazie os quartos ímpares como acima, então coloque os passageiros do primeiro ônibus nos quartos 3n para n = 1, 2, 3, ..., os passageiros do segundo ônibus serão colocados nos quartos 5n para n = 1, 2, ... e assim por diante; para o ônibus de número i usamos os quartos de número pn onde p é o (i+1)-ésimo número primo.
Isso dá um resultado importante e não intuitivo; a situação "todo quarto está ocupado" e "nenhum novo hóspede pode ser acomodado" não são equivalentes quando existe um número infinito de quartos.
Alguns acham este fato bastante contra-intuitivo. As propriedade de "coleções de coisas" infinitas são bastante diferentes daquelas das "coleções de coisas" finitas. Em um hotel comum (com um número finito de quartos), o número de quartos com numeração ímpar é claramente menor que o número total de quartos (desde que haja mais de um quarto). Entretanto, no Hotel de Hilbert, a quantidade de quartos com numeração ímpar é igual ao número total de quartos. Em termos matemáticos, a cardinalidade do subconjunto contendo apenas os quartos com numeração ímpar é a mesma do conjunto contendo todos os quartos. De fato, conjuntos infinitos podem ser caracterizados como sendo aqueles que possuem um subconjunto próprio da mesma cardinalidade. Para infinitos contáveis, esta cardinalidade é denominada {\displaystyle \aleph _{0}} (Aleph zero).
Em outras palavras, para qualquer conjunto infinito contável, existe uma bijeção que mapeia o conjunto infinito no conjunto dos números naturais, mesmo se o conjunto infinito contém (e é distinto) do conjunto dos naturais.